# Kikkert
 For alternative betydninger, se Kikkerten.
 "Teleskop" omdirigeres hertil. For andre betydninger af Teleskop, se Teleskop (flertydig).
En kikkert eller et teleskop er et instrument til at se genstande på stor afstand. 
Kikkerten kendes først i 1600-tallet. En kikkert eller et teleskop er et optisk apparat, der kan hjælpe med at se ting over længere afstande ved at give et forstørret billede af dem. Kikkerten bestod af en række linser. Opfindelsen af den første kikkert tilskrives hollænderen Hans Lippershey i 1608 .
Verdens største teleskop, kaldet “Extremely Large Telescope”, bygges i Atacamaørknen i Chile. Det har et spejl på 39m bestående af 798 sekskantede enkeltspejle, der tilsammen kan opfange over 10 millioner gange mere lys end det menneskelige øje.
Ordet teleskop kommer af det græske τῆλε, tele "langt" og σκοπεῖν, skopein "at se" deraf τηλεσκόπος, teleskopos "at se langt”.

## Historie

### 1608 – Begyndelsen
Ifølge en legende skulle to drenge i 1608 være kommet ind hos optikeren Hans Lippershey og have sat to linser op i forlængelse af hinanden. Det resulterede i, at de kunne se et forstørret billede af vejrhanen på en kirke i nabolaget. Lippershey tog konceptet til sig og forbandt glassene med et rør. Det kaldte han en kikker, deraf bruger vi i dag ordet kikkert.
Hans Lippershey præsenterede den for regeringen, og det lykkedes ham at sælge en del flere kikkerter. Han forsøgte samme år at få patent på den. Da to andre optikere også forsøgte at få patent på den inden for kort tid, blev patentet afvist og idéen blev erklæret offentlig. Disse to var Jacob Meitus, han mente at han havde arbejdet på det i flere år, og Sacharias Janssen, som mente, at han havde opfundet det endnu tidligere.
Lippersheys kikkert er en linsekikkert. Den var bygget op ved at den forreste linse, objektglasset, der vender mod objektet, buede udad på begge sider og samlede lyset i et bestemt punkt. Det andet stykke okularet buede indad og forstørrede billedet.

### 1609 – Galileo Galilei
Kikkerten eller teleskopet var allerede i 1609 året efter dets opdagelse en succes. Derfor var matematiker og astronom Galileo Galilei også i besiddelse af en. Galilei udbyggede linsekikkerten og formåede at finpudse den og få den til at forstørre op til 20 gange. Galilei brugte teleskopet til blandt andet at opdage fire af Jupiters måner og observerede som en af de første solpletter.
Galileis teleskop havde et dobbeltkonkavt objektglas med en fokuseringslængde på ca. 90 cm og samledes i et dobbeltkonvekst okular med en fokuseringslængde på cirka 5 cm. Det betød at teleskopet skulle ca. 5 cm væk. Objektglasset var mellem 1,5 og 2 cm i diameter og dermed var teleskopets synsfelt begrænset. For hver 90 m der var til objektet, blev synsfeltet kun 40 cm bredere. I realiteten betød det at man kun kunne se en fjerdedel af månens overflade gennem det. Desuden havde linsen et grønligt skær grundet jern i glasset.

### 1611-1630 – Kepler og Scheiner
Der gik ikke meget mere end to år før Johannes Kepler fandt ud af et teleskop med  to konvekse linser i stedet for den konkave og den konvekse. Han gjorde opmærksom på, at det ville få billedet til at stå på hovedet, men at det kunne løses ved at placere en tredje konvekst linse mellem de to andre. Keplers teleskop blev dog ikke særlig.
Først da Cristoph Scheiner i 1630 udgav hans værk Rosa Ursina blev Keplers teleskop populært. Scheiner beskrev i sit værk, hvordan han havde arbejdet med solpletter og havde forsøgt at få solen til at vende rigtigt, når han så på den gennem teleskopet ved hjælp af konvekse linser. Han opdagede herigennem at når han så direkte på et objekt stod det langt skarpere og udsynet var langt bedre end med Galileis teleskop. Da det ikke var forstyrrende at objekterne vendte på hovedet ved astronomiske observationer blev Keplers teleskop hurtigt kendt og brugt som det astronomiske teleskop.
Den tredje linse i det astronomiske teleskop blev forholdsvis hurtigt kasseret af astronomerne, da den ikke var nødvendig for deres observationer og jo flere linser der blev brugt, jo flere afvigelser optrådte der i billedet.

### 1640-1656 – Huygens
Den eneste måde teleskopernes evne til at forstørre yderligere var ved at lave teleskoperne længere og bredere. Derfor steg gennemsnitslængden fra Galileis og Keplers teleskoper på 1,5-2 meter til i 1640’erne til 4,5-6 meter. Christian Huygens lavede i 1656 et teleskop på 7 m, som kunne forstørre 100 gange og objektglasset var 15-20 cm i diameter. Udsynet var her steget til at være ca. 45 cm pr. 90 meter.
Galileis teleskop blev efterhånden erstattet af et teleskop med fire konvekse linser. Objektglasset, okularet, en linse til at vende billedet rundt og en fjerde og større linse til at udvide udsynet yderligere.

### 1656-1675 – Hevelius
Nu blev et endnu en konveks linse indført som, når den var placeret korrekt, kunne øge evnen til at forstørre betydeligt.
Johannes Hevelius lavede i 1641 et 42,7 meter langt teleskop. Dets længde gjorde det dog utrolig upræcist. Det var grundet upræcise glaspositioner og at meget små vindstød fik det lange rør til at svinge, så det forstyrrede billedet. Derfor blev fra ca. 1675 teleskoper bygget ind i bygninger med objektglasset i toppen af bygningen, og ved hjælp af en snor og en del forsøg placeredes resten af opsætningen i brændpunktet for objektglasset længere nede i bygningen.

### 1672-1800 – Isaac Newton og reflektorteleskopet
Der var et problem med alle teleskoperne med glaslinser. Når man så igennem dem var der ofte farvede ringe omkring de objekter man så på.
Derfor havde flere astronomer forsøgt at lave en version af teleskopet, der brugte spejle enten i stedet for eller i kombination med linserne. Dog uden held.
Efter i 1672 at have udgivet en artikel om lys og farver, som beskrev lysets spredning i et prisme, forsøgte Isaac Newton sig også med at bruge spejle.
Det lykkedes Newton at lave et teleskop ved hjælp af et krumt spejl der reflekterede lyset ned på et spejl der var vinklet 45°. Herfra reflekteredes lyset så videre ud igennem et konvekst okular .
I første omgang blev Newtons teleskop ikke en særlig stor succes da der ikke var nogen der kunne slibe spejlet i den rigtige krumme form. Desuden var det også nødvendigt at pudse spejlene regelmæssigt. Derfor forblev Newtons teleskop på en teoretisk basis.
Først i 1720-1730'erne lykkedes det John Hadley at lave et teleskop som Newtons og ikke længe efter lykkedes det for flere andre.
I slutningen af 1700-tallet lykkedes det for James Short og senere William Herschel at lave et teleskop med et parabolformet reflektorspejl.

## Kikkerttyper
Der findes flere forskellige kikkertkonstruktioner:
- Galileikikkerten (teaterkikkerten)
- Keplerkikkerten
- Prismekikkerten

og de mindste teaterkikkerter til de største rumteleskoper.